# John McInnes (ski acrobatique)
Pour les articles homonymes, voir John McInnes et McInnes.
John McInnes, né le 7 juillet 1939 à New Westminster en Colombie-Britannique, est un skieur acrobatique canadien.
Il participe aux Jeux olympiques d'hiver de 1964 d'Innsbruck en Autriche et aux Jeux olympiques d'hiver de 1968 de Grenoble en France.

## Résultats olympiques
Jeux olympiques d'hiver de 1964
- Tremplin normal : 53e position

Jeux olympiques d'hiver de 1968
- Tremplin normal : 55e position
- Grand tremplin : 57e position